# Marcel Planiol
Marcel Ferdinand Planiol (Nantes, 23 de setembro de 1853 — Paris, 31 de agosto de 1931), foi um jurista francês, juntamente com Saleilles (1855-1912) e Geny (1861- 1959), foi um dos três renovadores do Direito Civil francês durante a Belle Époque.
Sua carreira como docente teve início na Faculdade de Direito de Rennes, Bretanha, aí publicou sua primeira obra: La Très Ancienne Coutume de Bretagne (1896). Mais adiante, em Paris, tornou-se Professor na Faculdade de Direito de Paris, de 1887 a 1920 aí lecionou. Foi neste período que se fez autoridade em Direito Privado, especialmente em Civil, publicando a obra: "Traité Élémentaire de Droit Civil" (1900).
Empenhado na atividade de trazer ao Direito hodierno a jurisprudência e o Direito comparado, consagra-se, desbancado, de logo, Baudry-Lacantinerie. Apesar de atualmente bastante haver sido modificado no mundo jurídico, seus ensinamentos permanecem, em muito, em conformidade com o mundo dos fatos. Poucos doutos o criticaram, com a adequada consciência, assim o fez nosso Mestre baiano Orlando Gomes, embora em pouquíssimas oportunidades.
O Professor Georges Ripert, no fim da carreira universitária de Planiol, tornou-se seu colaborador, participando de numerosas reedições de Traité Élémentaire de Droit Civil. Seu legado jurídico foi reeditado até 1982.
1. ↑  Confira-se: Orlando Gomes. Contratos, Forense